# Organodesma simplex
Organodesma simplex är en fjärilsart som beskrevs av László Anthony Gozmány. Organodesma simplex ingår i släktet Organodesma och familjen äkta malar. Inga underarter finns listade i Catalogue of Life.